# 蔡適応
蔡 適応（さい てきおう、ツァイ シーイン、1973年〈民国62年〉6月14日 - ）は、中華民国（台湾）の政治家。民主進歩党所属の元立法委員。

## 経歴
2005年、基隆市議員選挙に32歳で初当選し、この選挙で当選した最年少の議員となった。その後再選され、3期務める。
2016年の第9回立法委員選挙で基隆市選挙区から出馬し、初当選した。2020年の第10回立法委員選挙でも再選された。
2022年、基隆市長選挙に立候補したが、国民党の候補に敗れた。
2023年、翌年の第11回立法委員選挙での再選を断念し、総統選挙の支援に専念すると発表した。

## 選挙記録
| 年度 | 選挙                 | 選挙区       | 所属政党   | 得票数  | 得票率 | 当選 | 注釈 |
| ---- | -------------------- | ------------ | ---------- | ------- | ------ | ---- | ---- |
| 2005 | 第16回基隆市議員選挙 | 第五選挙区   | 民主進歩党 | 3,602   | 9.26%  |      |      |
| 2009 | 第17回基隆市議員選挙 | 第五選挙区   | 民主進歩党 | 3,767   | 11.02% |      |      |
| 2014 | 第18回基隆市議員選挙 | 第五選挙区   | 民主進歩党 | 7,010   | 17.62% |      |      |
| 2016 | 第9回立法委員選挙    | 基隆市選挙区 | 民主進歩党 | 78,707  | 41.45% |      |      |
| 2020 | 第10回立法委員選挙   | 基隆市選挙区 | 民主進歩党 | 104,082 | 47.29% |      |      |
| 2022 | 第19回基隆市長選挙   | 基隆市       | 民主進歩党 | 71,354  | 39.01% |      |      |